# آب‌انبار کربلایی خدیجه
آب‌انبار کربلایی خدیجه مربوط به دوره قاجار است و در شهر  خوسف، مجاور مسجدجامع واقع شده و این اثر در تاریخ ۲۵ اسفند ۱۳۷۹ با شمارهٔ ثبت ۳۴۴۸ به‌عنوان یکی از آثار ملی ایران به ثبت رسیده است.